# Taʿziye

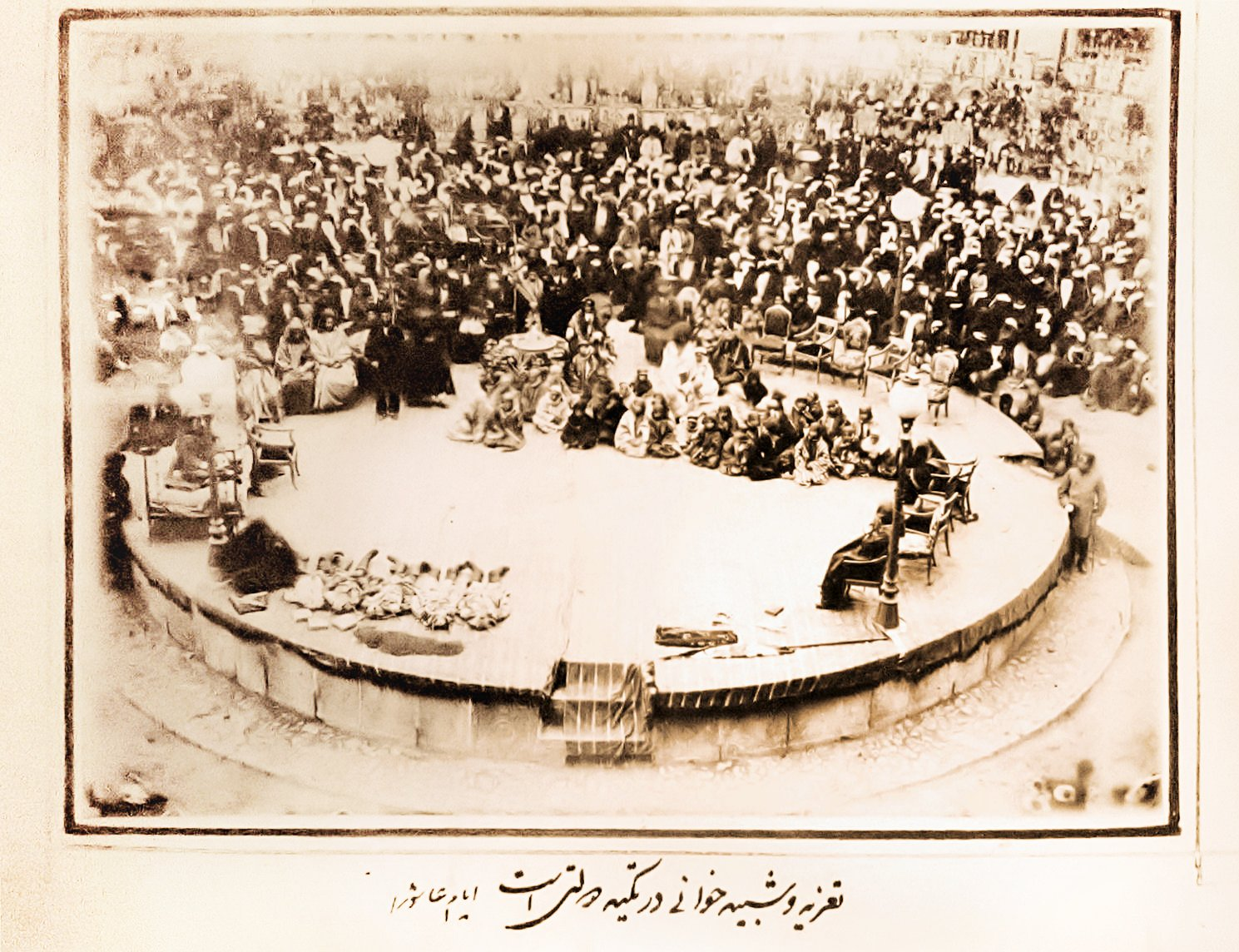
Ta'zieh-Aufführung im Golestan-Palast

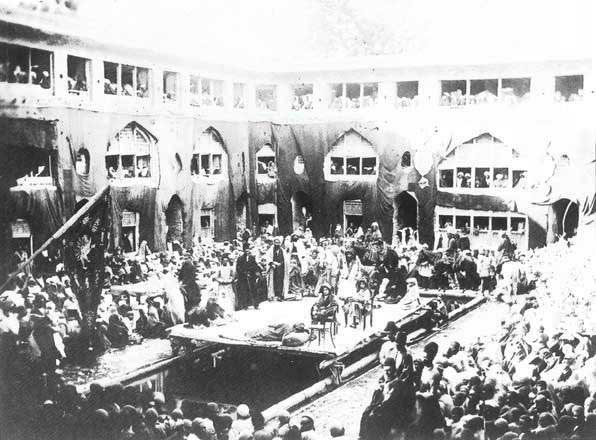
Historische Ta'zieh-Aufführung fotografiert von Antoin Sevruguin

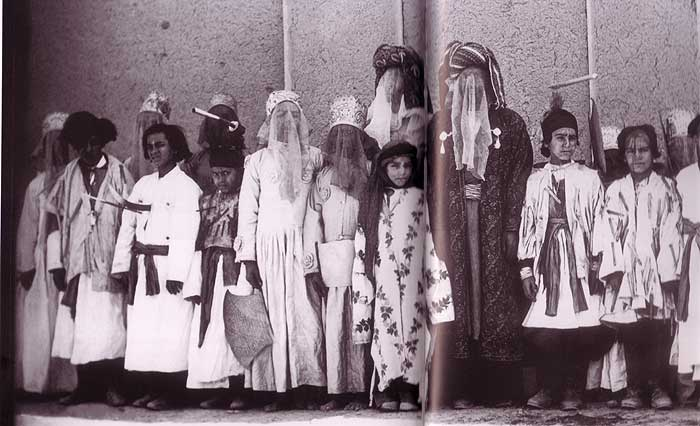
Darsteller einer Ta'zieh-Aufführung, fotografiert von Ernst Hoeltzer, 1873

Taʿziye oder Taʿzieh (persisch تعزیه) ist ein zu den Trauerzeremonien zu Muharram gehörendes religiöses Drama mit Musikdarbietungen, in dem das Martyrium des von den Schiiten verehrten Imam Husain ibn Ali (Hossein), des Enkels des Propheten Mohammed inszeniert wird. Ta'zieh-Aufführungen finden vor allem in Iran, wo sie im 19. Jahrhundert auch am Hof von Nāser ad-Din Schah von Mir Qorā organisiert wurden, aber auch in schiitischen Gemeinden in Indien, das auch Handlungsort im Drama ist, statt.
Taʿzieh wurde 2010 in die UNESCO-Liste des immateriellen Kulturerbes der Menschheit aufgenommen.

## Handlung
Ali ibn Abi Talib, Vater des Husain ibn Ali, fiel in Kufa einem charidschitischen Attentat von Ibn Muldscham zum Opfer. Qasem, Sohn des Hasan ibn Ali, verlobt mit der Tochter Husains beschließt, in den Krieg gegen die Feinde Alis zu ziehen. Husein, der Anführer der Truppen, erklärt, dass der junge Qasem noch nicht bereit sei zu kämpfen, da er für den Dschihad noch nicht alt genug sei. Qasem bricht in Tränen aus. Auch seine Mutter vermag ihn nicht zu trösten, dass er nicht am Krieg teilnehmen kann. Seine Mutter redet schließlich mit Husain, doch er lehnt zunächst erneut ab. Auf das inständige Bitten der Mutter hin, lässt sich Husain erweichen. Er befiehlt jedoch, dass Qasem zunächst heirate und dann nachkomme.
Zainab, die Schwester Husains, geht zu Fatemeh, der Tochter Husains und Verlobten Qasems, und berichtet ihr von dem Wunsch ihres Vaters. Fatemeh ist ebenfalls in Trauer über den Tod von Ali, will aber trotz ihrer Trauer die Heirat durchführen. Die Mutter von Qasem lehnt eine Hochzeit zum jetzigen Zeitpunkt ab, da sie die Mutter von Ali, die um ihren toten Sohn weint, nicht beleidigen könne. Doch Husain befiehlt auch ihr, sich seinen Anweisungen zu beugen.
Nachdem die Frauen ihre Trauergewänder abgelegt haben und die Braut geschmückt haben, soll die Braut auf dem Pferd von Ali zur Hochzeitszeremonie gebracht werden, doch Fatemeh weigert sich, auf das Pferd ihres toten Bruders zu steigen. Husain stellt nun sein Pferd zur Verfügung und Braut und Bräutigam begeben sich zur Hochzeitszeremonie. Nun erklärt Qasem, dass er in den Krieg ziehen will. Die Braut fragt Qasem nach einem Zeichen, dass sie ihn am Tag des jüngsten Gerichts erkennen könne. Qasem erklärt, dass sie ihn an seinen vielen Wunden und seinem geschundenen Körper erkennen könne. Qasem übergibt seiner Mutter sein Testament und verabschiedet sich von seiner Braut.
Qasem kommt auf dem Schlachtfeld an. Nach heftigem Kampf fällt er schwer verwundet vom Pferd und wird geköpft. Husain eilt dem Sterbenden zu Hilfe, kann aber nur noch den abgeschlagenen Kopf des Sterbenden in seinen Armen halten. Husain kehrt zurück und gibt Anweisung an seine Schwester, dass Fatemeh sich in Schwarz kleide und an seiner Stelle die Mutter von Qasem um Vergebung bittet.
Der Auftritt der Hauptfiguren wird von charakteristischen Melodien und Rhythmen begleitet, die in Iran eine Musikgruppe mit der Zylindertrommel dammam, Becken, Trompeten und anderen Instrumenten spielt. Am Ende der Vorführung wird traditionell nicht Beifall geklatscht, sondern gestöhnt, geweint, Rache geschworen und Reue gelobt. In Indien werden die Aufführungen von einem Zeremonialensemble bestehend aus kleinen Kesseltrommeln tasha und großen Zylindertrommeln dhol begleitet.